# Festival van Vlaanderen
 (juillet 2024).
Si vous disposez d'ouvrages ou d'articles de référence ou si vous connaissez des sites web de qualité traitant du thème abordé ici, merci de compléter l'article en donnant les références utiles à sa vérifiabilité et en les liant à la section « Notes et références ».

Le Festival van Vlaanderen est un festival de musique annuel se tenant en divers endroits de Flandre, en Belgique. D'abord conçu comme un festival d'été, ses activités se tiennent désormais de mai à janvier, avec toutefois une prédominance pendant la période couvrant la fin de l'été et le début de l'automne.
Durant l'édition de décembre 1995 du festival van Vlaanderen, Luciano Pavarotti a chanté au palais des sports d'Anvers.